# Teoria obfitości zasobów
Teoria obfitości zasobów – po raz pierwszy założenia teorii zostały opublikowane w artykule w 1919 roku przez szwedzkiego ekonomistę Eli Heckschera, po czym zostały rozwinięte w pracy doktorskiej Bertila Ohlina. Stąd też teoria jest powszechnie znana jako twierdzenie Heckschera-Ohlina. Ponieważ obie prace były napisane w języku szwedzkim, przez szereg lat były nieznane. Po raz pierwszy wydano pracę Ohlina w Stanach Zjednoczonych w 1933 roku, natomiast artykuł Heckschera dopiero w 1950 roku. W ten sposób opracowana przez nich teoria weszła do kanonu dopiero po II wojnie światowej.

## Założenia teorii
- Istnieją dwa kraje, dwa produkty oraz dwa czynniki produkcji (kapitał i praca).
- Na rynkach: towarowym oraz czynników produkcji panuje konkurencja doskonała.
- W wymianie międzynarodowej panują warunki wolnego handlu.
- Wymiana między krajami ogranicza się do wymiany dóbr.
- Pomijane są koszty transportu.
- Poszczególne kraje różnią się stopniem wyposażenia w czynniki produkcji, czynnik produkcji relatywnie obfity w kraju I jest jednocześnie relatywnie rzadki w kraju II i na odwrót.
- Oba wytwarzane dobra wymagają różnych proporcji nakładów czynników produkcji, co oznacza, że funkcje produkcji tych dóbr różnią się, a więc dobro A wymaga innej relatywnej intensywności zużycia czynników produkcji niż dobro B.
- Wytwarzane dobra są jednorodne.
- Na obu rynkach konsumenci mają takie same gusta.

Zakładamy, że istnieją dwa kraje: I oraz II. Dysponują one pewnymi zasobami kapitału K oraz pracy L. Stopień relatywnego wyposażenia w kapitał i pracę jest różny w obu krajach. Przyjmijmy, że kraj I jest relatywnie lepiej wyposażony w kapitał niż w pracę, w kraju II odwrotnie – kapitał jest relatywnie rzadki, a praca relatywnie obfita.

## Twierdzenie Heckschera-Ohlina
Kraj będzie eksportował te towary, do wytworzenia których zużywa się relatywnie dużo czynnika produkcji w danym kraju względnie obfitego, a sprowadzał z zagranicy towary, których produkcja wymaga relatywnie dużo czynnika produkcji w danym kraju względnie rzadkiego.
Twierdzenie to, razem z teorią przewagi komparatywnej jest podstawą koncepcji międzynarodowego podziału pracy

## Wyrównywanie się cen czynników produkcji
Założenia poczynione w twierdzeniu Heckschera-Ohlina, które mówią o specjalizacji produkcji w zależności od tego, który czynnik obficiej występuje w danym kraju, mogą wpływać na ceny tych czynników. Po raz pierwszy tym zagadnieniem zajął się znany ekonomista – Paul Samuelson. Wraz ze specjalizacją i wzrostem zapotrzebowania na czynnik, którego w danym kraju jest więcej, następuje wzrost ceny tego czynnika. Tym samym, cena czynnika, którego w danym kraju jest mniej i którego zapotrzebowanie się ogranicza, spada. To samo zjawisko dotyczy drugiego kraju, który bierze udział w wymianie międzynarodowej. Zjawisko to określa się wyrównywaniem się cen czynników produkcji. W literaturze twierdzenie przyjmuje nazwę Heckschera-Ohlina-Samuelsona.